# 长锁叶蝉属
长锁叶蝉属（学名：Omanellinus）是叶蝉科下的一个属。

## 下属物种
本属包括以下物种：
- 杨长锁叶蝉 Omanellinus populus Zhang, 1999